# FGV-Baureihe 3800
|                                        | FGV-Baureihe 3800                        | Carris-Baureihe Articulados              | Urbos 1                                  | Urbos 1                                  |
| -------------------------------------- | ---------------------------------------- | ---------------------------------------- | ---------------------------------------- | ---------------------------------------- |
| FGV-Wagen 3806 \| Urbos 1 Nr. 408      |                                          |                                          |                                          |                                          |
| Nummerierung:                          | 3801–3825                                | 501–510                                  | 401–407                                  | 408                                      |
| Anzahl:                                | 25                                       | 7/10                                     | 7                                        | 1                                        |
| Hersteller:                            | Duewag, Siemens, CAF, Meinfesa           | Duewag, Siemens, CAF, Sorefame           | CAF, Ingelectric                         | CAF, Ingelectric                         |
| Plattform:                             |                                          |                                          | Urbos                                    | Urbos                                    |
| Baujahr(e):                            | 1994, 1999                               | 1995, 1996                               | 2002                                     | 2004                                     |
| Ausmusterung:                          |                                          | ab 2023                                  |                                          |                                          |
| Achsformel:                            | Bo'2Bo'                                  | Bo'2Bo'                                  | Bo'2Bo'                                  | Bo'Bo2'                                  |
| Spurweite:                             | 1000 mm (Meterspur)                      | 900 mm                                   | 1000 mm (Meterspur)                      | 1000 mm (Meterspur)                      |
| Länge:                                 | 23 780 mm                                | 24 020 mm                                | 24 405 mm                                | 24 405 mm                                |
| Höhe:                                  | 3215 mm                                  |                                          | 3300 mm                                  |                                          |
| Breite:                                | 2400 mm                                  | 2400 mm                                  | 2400 mm                                  | 2400 mm                                  |
| Fahrwerksmittenabstand:                |                                          |                                          | 8970 mm                                  |                                          |
| Triebdrehgestellachsstand:             | 1800 mm                                  | 1800 mm                                  | 1800 mm                                  | 1800 mm                                  |
| Lauffahrwerksachsstand:                | 1700 mm                                  | 1700 mm                                  | 1700 mm                                  |                                          |
| Kleinster bef. Halbmesser:             |                                          |                                          | 15 m                                     | 15 m                                     |
| Leermasse:                             | 31,7 t                                   | 30 t                                     | 34,6 t                                   |                                          |
| Höchstgeschwindigkeit:                 | 65 km/h                                  | 70 km/h                                  | 70 km/h                                  |                                          |
| Dauerleistung:                         | 4 × 103 kW                               | 4 × 103 kW                               | 4 × 98 kW                                |                                          |
| Beschleunigung:                        |                                          |                                          | 1,08 m/s²                                |                                          |
| Bremsverzögerung:                      |                                          |                                          | Ø: 1,2 m/s² max.: 2,35 m/s²              |                                          |
| Raddurchmesser:                        | 590 mm                                   | 590 mm                                   | 590 mm                                   |                                          |
| Stromsystem:                           | Gleichstrom mit einer Spannung von 750 V | Gleichstrom mit einer Spannung von 600 V | Gleichstrom mit einer Spannung von 750 V | Gleichstrom mit einer Spannung von 750 V |
| Stromübertragung:                      | Oberleitung, 1 Einholmstromabnehmer      | Oberleitung, 1 Einholmstromabnehmer      | Oberleitung, 1 Einholmstromabnehmer      | Oberleitung, 1 Einholmstromabnehmer      |
| Antrieb:                               | Drehstrom-Asynchronmaschinen             | Drehstrom-Asynchronmaschinen             | Drehstrom-Asynchronmaschinen             | Drehstrom-Asynchronmaschinen             |
| Betriebsart:                           | Einrichtungswagen                        | Einrichtungswagen                        | Zweirichtungswagen                       | Zweirichtungswagen                       |
| Sitzplätze:                            | 65                                       | 65                                       | 46                                       | 44                                       |
| Klappsitze:                            | 0                                        | 0                                        | 6                                        | 6                                        |
| Stehplätze (4/m²):                     | 91                                       | 90                                       | 126                                      | 126                                      |
| Einstiegshöhe:                         |                                          |                                          | 300 mm                                   | 300 mm                                   |
| Fußbodenhöhe im Niederflurbereich:     | 350 mm                                   | 350 mm                                   | 350 mm                                   | 350 mm                                   |
| Fußbodenhöhe in den Hochflurbereichen: | 560 mm                                   | 700 mm                                   | 560 mm                                   | 560 mm                                   |
| Türanzahl:                             | 4                                        | 4                                        | 4 je Seite                               | 4 je Seite                               |
| Lichte Türweite:                       | 1300 mm                                  | 1300 mm                                  | 1300 mm                                  | 1300 mm                                  |
| Niederfluranteil:                      | 62 % der Gesamtlänge                     | 62 % der Gesamtlänge                     | 74 % des Fahrgastraums                   | 74 % des Fahrgastraums                   |
| Belege:                                | [ 1 ] [ 2 ] [ 3 ]                        | [ 4 ] [ 5 ] [ 6 ]                        | [ 7 ]                                    | [ 8 ] [ 9 ]                              |

Die Baureihe 3800 der Ferrocarrils de la Generalitat Valenciana (FGV) ist die erste Fahrzeugserie der 1994 eröffneten zweiten Straßenbahn Valencia. Es handelt sich um dreiteilige Niederflur-Gelenkwagen mit aufgesattelten Endwagen, ausgestattet als Einrichtungswagen. Ähnliche Fahrzeuge, allerdings für eine Spurweite von 900 mm statt 1000 mm (Meterspur), wurden als erste Gelenkwagenserie der Straßenbahn Lissabon gebaut und werden vom Betreiber Carris als Articulados (deutsch gelenkig) bezeichnet. Eine als Zweirichtungswagen ausgestattete Variante kam später als erste Fahrzeugserie der 2002 eröffneten zweiten Straßenbahn Bilbao hinzu.
Die Fahrzeuge für Valencia wurden von der Duewag und Siemens in Zusammenarbeit mit der FGV entwickelt, am Bau waren jedoch auch Construcciones y Auxiliar de Ferrocarriles (CAF) und Meinfesa beteiligt. Bei den Fahrzeugen für Lissabon waren CAF und Sorefame beteiligt. Die Fahrzeuge für Bilbao stellte CAF ohne Beteiligung von Duewag und Siemens her. Seit 2009 nennt CAF sie als ersten Typ der Urbos-Familie Urbos 1.

## FGV-Baureihe 3800
Die Fahrzeuge haben zwei Triebdrehgestelle an den Enden sowie ein antriebsloses Fahrwerk unter dem Mittelteil. Über den Triebdrehgestellen ist der Fußboden um eine Stufe gegenüber dem Niederflurbereich erhöht, welcher sich über den gesamten Bereich dazwischen erstreckt. Die Triebdrehgestelle entsprechen einer damaligen Standardausführung der Duewag, welche beispielsweise auch bei den Typen GT8Z (Freiburg im Breisgau), R1.1 (Bonn), MGT6D (Halle (Saale)) und 6NGTWDE (Rostock) zur Anwendung kam. Die Radsätze werden jeweils von einer Drehstrom-Asynchronmaschine angetrieben und der Antrieb ist vollständig abgefedert. Gesteuert wird er über zwei Pulswechselrichter mit GTO-Thyristoren. Die elektrische Ausrüstung entspricht weitgehend der MGT6D-Variante der Straßenbahn Bochum/Gelsenkirchen. Im Lauffahrwerk kommen Losradsätze mit tiefliegenden Portalachsen zur Anwendung, um den niederflurigen Durchgang zu ermöglichen. Das Lauffahrwerk ist gegenüber dem mittleren Wagenteil nicht ausdrehbar. Die Primärfederung erfolgt über Gummielemente, die Sekundärfederung über in Reihe geschaltete Stahl- und Gummifedern.
Die Fahrzeuge haben vier Doppeltüren mit einer lichten Weite von je 1300 mm. Sie befinden sich in den Endwagen jeweils zwischen Triebdrehgestell und Gelenk. Die Sitze sind quer angeordnet. Über den Fahrwerken befinden sich beidseits des Durchgangs Doppelsitze auf den Radkästen, ansonsten auf der rechten Seite nur Einzelsitze. Aufgrund der klimatischen Bedingungen im Einsatzgebiet erhielten die Fahrzeuge zwei Klimaanlagen. Um dem neuen Verkehrssystem zu größerer Akzeptanz zu verhelfen, legte die FGV auch großen Wert auf das Design der Fahrzeuge und insbesondere ihres Fahrgastraums. Dazu gehört beispielsweise, dass die Gelenkdurchgänge die Sicht durch das Fahrzeug nur geringfügig behindern, damit sich ein gutes Sicherheitsgefühl ergibt.
Die Duewag war für den wagenbaulichen Teil verantwortlich, Siemens für die elektrische Ausrüstung. Die Duewag lieferte schließlich jedoch nur die Fahrwerke, wohingegen CAF und Meinfesa den Bau der Stahl-Leichtbau-Wagenkästen und die Endmontage übernahmen. Die ersten 21 Fahrzeuge wurden 1994 ausgeliefert. Davon wurden 12 bei CAF und neun bei Meinfesa gebaut. 1999 lieferten CAF und Siemens vier weitere Fahrzeuge. Berichte, wonach eines davon als Zweirichtungswagen ausgeführt sei, bestätigten sich nicht.
Da bei späteren Netzerweiterungen nicht mehr alle Endhaltestellen mit Wendeschleifen ausgeführt wurden, ist der Einsatz der Baureihe auf die Linie 4 exklusive des Abzweigs nach Ll. Llarga Terramelar sowie auf den für Veranstaltungsverkehre dienenden Abzweig nach Fira València beschränkt. Die Fahrzeuge sind mit einer Vielfachsteuerung für zwei Fahrzeuge ausgerüstet. Ab Anfang Oktober 1995 wurde diese Möglichkeit zum Einsatz in Doppeltraktion zunächst auf drei bis vier Kursen genutzt.
Ab Ende Mai 1999 wurde ein Fahrzeug im Probebetrieb der ebenfalls von der FGV betriebenen Stadtbahn Alicante eingesetzt. Von 2003 bis 2007 waren weitere vier Fahrzeuge dort in Betrieb, bevor besser für das Einsatzgebiet geeignete Zweirichtungswagen der Typen Flexity Outlook C und Citylink angeliefert wurden. Stadtseitig war nicht direkt am damaligen Endpunkt Puerta del Mar eine Wendeschleife vorhanden, sondern eine Haltestelle davor, so dass mit dem Hilfsfahrerpult zurückgefahren werden musste.

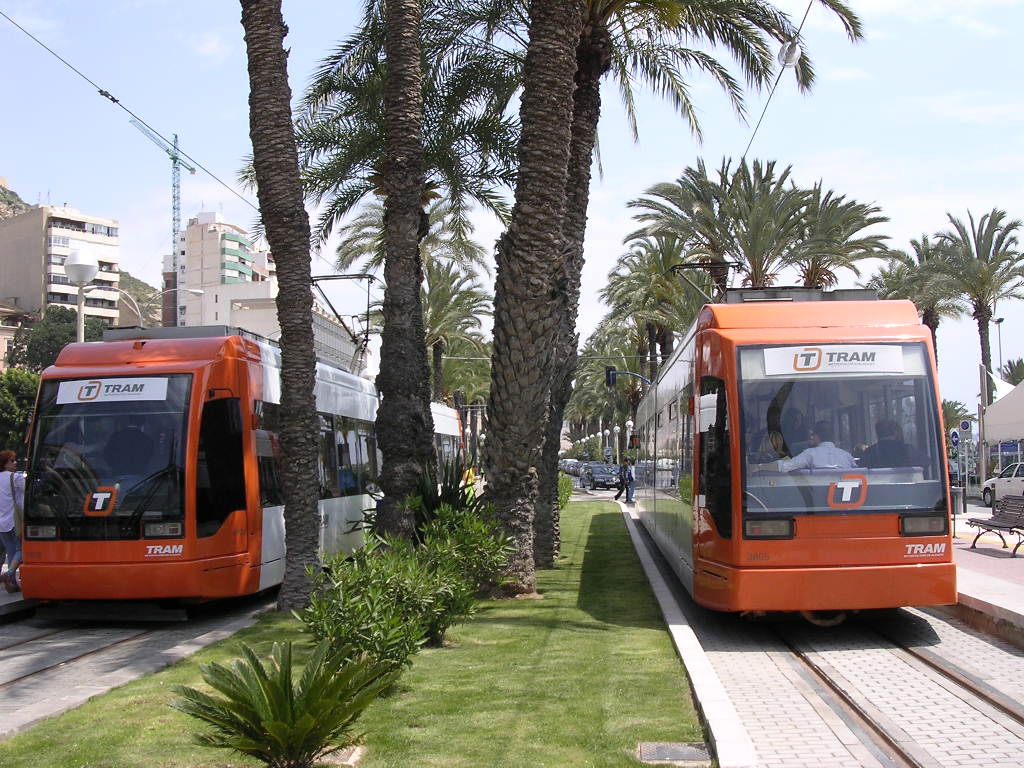
Zwei FGV-Wagen in Alicante
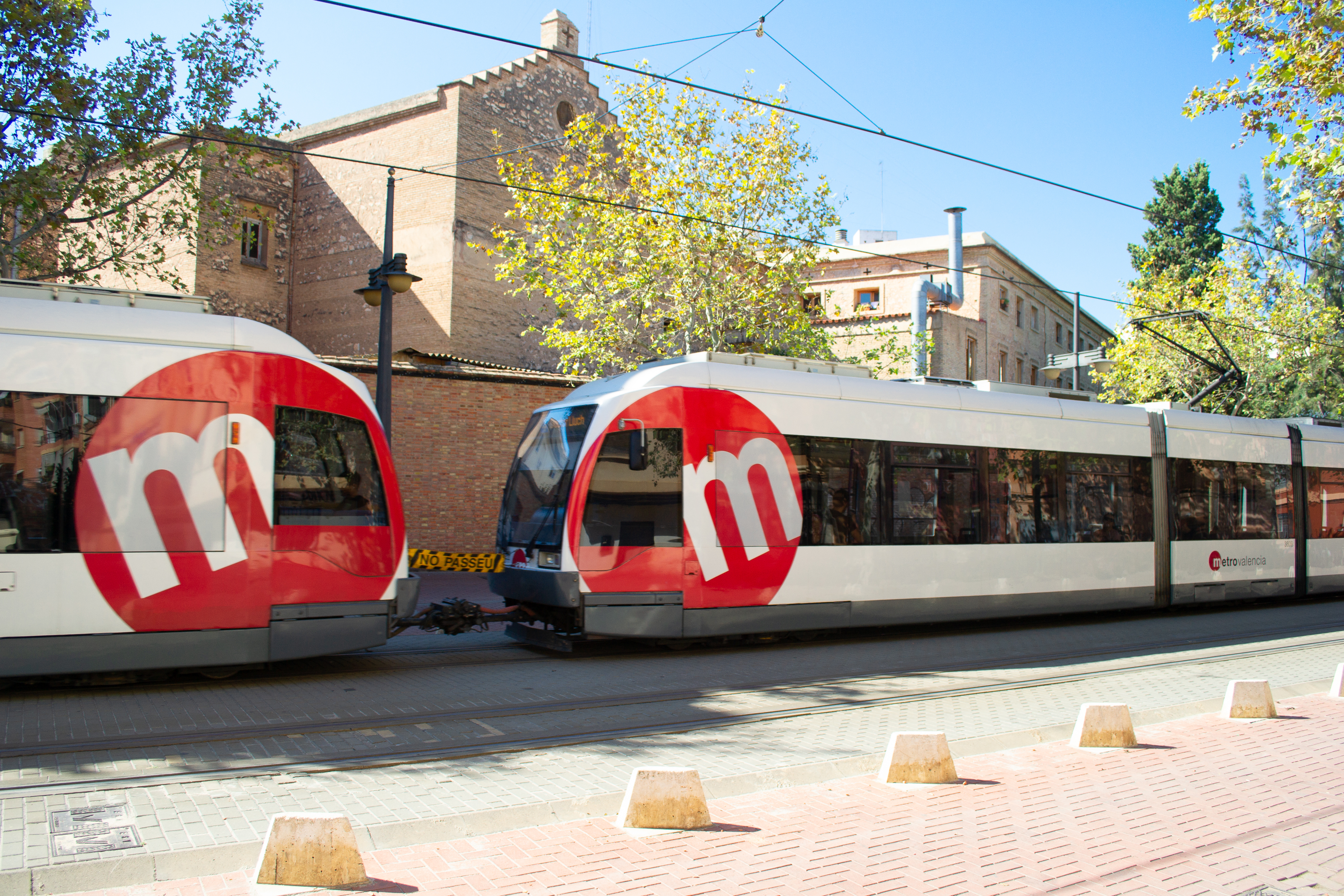
Doppeltraktion in Valencia in neuer Lackierung

## Carris-Baureihe Articulados
1993 bestellte die Carris bei Duewag und Siemens zehn und optional 20 weitere Fahrzeuge auf der Basis der FGV-Baureihe 3800. Dies war die erste Bestellung von Neufahrzeugen für die Straßenbahn Lissabon seit 1950. In der Zwischenzeit geführte Diskussionen, angepasste Zürcher Tram 2000 in Portugal zu fertigen oder angepasste Genfer Be 4/6 bei Vevey zu bestellen, hatten zuvor nicht zu Beschaffungen geführt.
Anfangs war vorgesehen, die Fahrzeuge in einer Breite von 2,2 Metern auszuführen, also 20 Zentimeter schmaler als für Valencia und für moderne Niederflurwagen allgemein ungewöhnlich schmal. Schließlich wurde jedoch auch für Lissabon die Breite von 2,4 Metern beibehalten. Obwohl der Prinzipielle Fahrwerksaufbau und der Raddurchmesser beibehalten wurden, entschied man sich über den Triebdrehgestellen für einen deutlich höheren Fußboden, der eine zweite Stufe erforderlich machte.
Die ersten sechs Fahrzeuge wurden 1995 mit wagenbaulichem Teil von CAF geliefert, die weiteren vier Fahrzeuge anschließend mit wagenbaulichem Teil von Sorefame. Die Option für weitere Fahrzeuge wurde nicht ausgeübt, weshalb der Bestand moderner Fahrzeuge lange Zeit sehr knapp bemessen blieb. Aufgrund extremer Bogenradien und Neigungswechsel in weiten Teilen des Netzes können die Fahrzeuge nur auf der Linie 15 eingesetzt werden, welche weitgehend flache Streckenabschnitte entlang des Tejo-Ufers bedient. 2023 wurden ein CAF-Fahrzeug und zwei Sorefame-Fahrzeuge dauerhaft abgestellt.

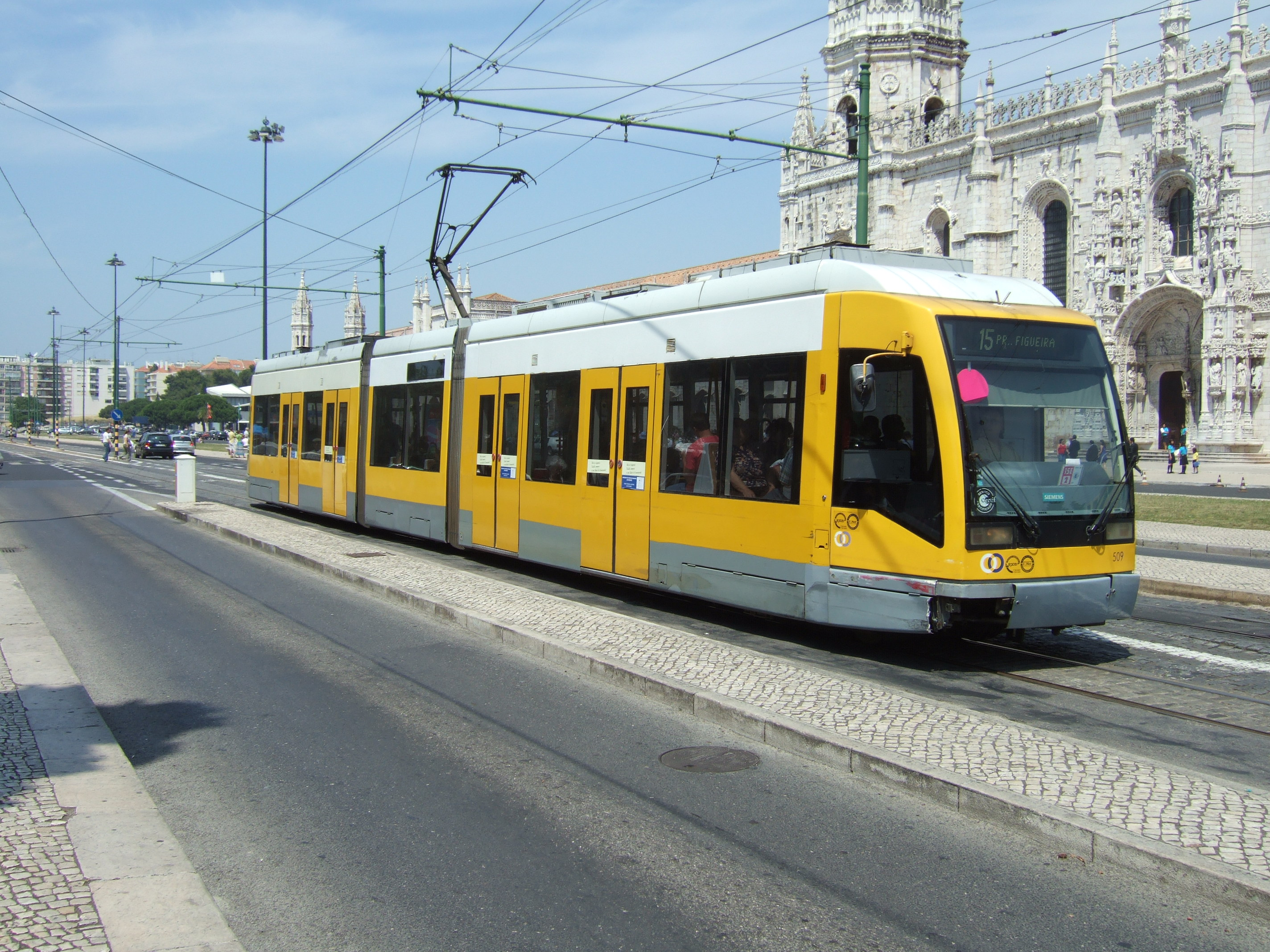
Articulado Nr. 509
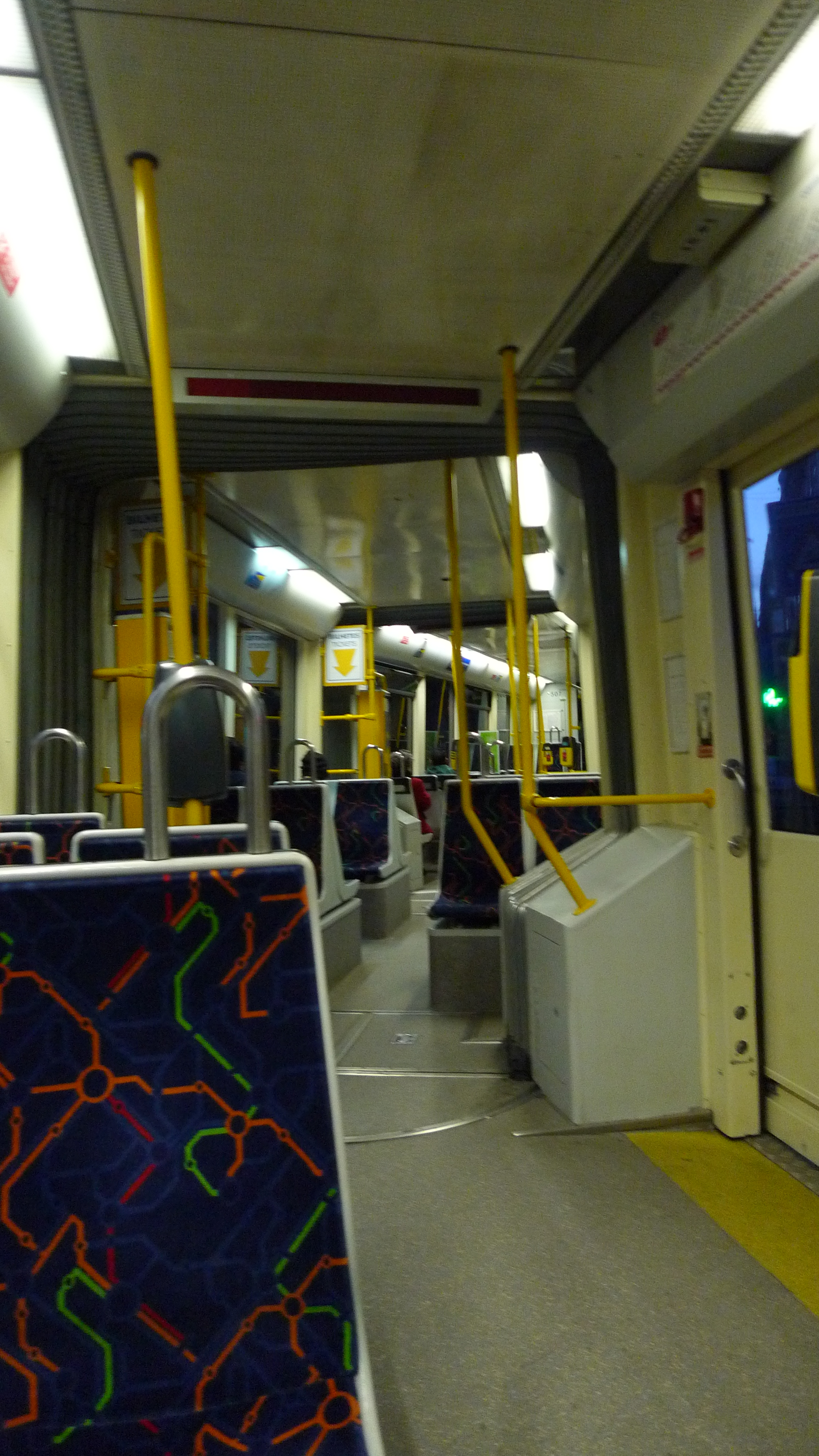
Fahrgastraum eines Articulado

## Urbos 1
Als Erstausstattung der zweiten Generation der Straßenbahn Bilbao bestellte Euskotren im Juli 1999 sieben Fahrzeuge bei CAF mit elektrischer Ausrüstung von Ingelectric, die weitgehend mit der FGV-Baureihe 3800 übereinstimmen. Die größten Abweichungen bestehen in der Ausführung als Zweirichtungswagen sowie einem anderen Frontdesign. Außerdem wurden die Fahrwerksabstände etwas verringert, damit auch Bögen mit Radien von 15 Metern befahren werden können. Die Antriebssteuerung wurde zeitgemäß mit zwei IGBT-Stromrichtern ausgeführt. Als weitere Neuerung wurden Kameras statt der Rückspiegel eingebaut. Die Fahrwerke wurden nun nicht mehr von der Duewag (bzw. inzwischen Siemens) zugeliefert, entsprechen aber dennoch weitgehend deren Entwürfen. Für die Primärfederung verwendete CAF Gummi-Stahl-Federn, für die Sekundärfederung Schraubenfedern. Das erste fertiggestellte Fahrzeug wurde im Mai 2002 vorgestellt. Im Februar 2003 waren alle sieben Fahrzeuge einsatzbereit.
Bereits frühzeitig angesprochen wurde auch die Möglichkeit, die ca. 24 Meter langen Fahrzeuge durch das Einfügen eines weiteren Fahrwerksmittelteils und eines fahrwerkslosen Mittelteils zunächst auf eine Länge von ca. 35,5 Metern und durch weitere zwei solcher Wagenteile auf ca. 47 Meter zu verlängern. Die zusätzlichen Fahrwerke wären jedoch als Triebfahrwerke auszuführen, insbesondere in Anbetracht der Streckenneigungen von bis zu 8 % bei der Straßenbahn Bilbao. Mit den damaligen Kenntnissen von CAF wären über diesen erhöhte Bereiche wie über den Triebdrehgestellen erforderlich gewesen. Die daraus resultierenden Stufen in Fahrzeugmitte statt nur am Ende galten als problematisch.
2002 wurde der Bau eines achten Fahrzeugs bekannt, das deshalb als Testobjekt für ein von CAF selbst entwickeltes Triebfahrwerk diente. Dieses wurde an der Stelle des Lauffahrwerks eingebaut, während stattdessen eines der Enddrehgestelle antriebslos ausgeführt werden sollte. Damit wurde nicht nur das Ziel verfolgt, die Verlängerung der Fahrzeuge ohne zusätzliche Hochflurbereiche zu ermöglichen, sondern auch, vollständig niederflurige Fahrzeuge bauen zu können. Teilweise wurde berichtet, der Wagen 408 selbst sei bereits vollständig niederflurig. Es stellte sich jedoch heraus, dass der einzige Unterschied im Fahrgastraum in der Sitzanordnung mit einigen Längs- statt Quersitzen über dem nun angetriebenen mittigen Fahrwerk besteht. Als vollständig niederflurige Fahrzeuge baute CAF anschließend als Urbos 2 bezeichnete Multigelenkwagen.